# Olivia Trappeniers
Olivia Trappeniers (Deurne, 12 augustus 1997), beter bekend onder haar artiestennaam OLIVIA (OT tot 2021), is een Vlaamse zangeres. 

## Loopbaan
Trappeniers nam in 2016 deel aan The Voice van Vlaanderen, waar ze in het team van Bent Van Looy terechtkwam met een cover van Blank Space van Taylor Swift. Ze haalde het tot in de eerste liveshow. Trappeniers kreeg enige bekendheid na het winnen van de eerste editie van MNM Rising Star, met een cover van There for You van Martin Garrix. In  2017 bracht Trappeniers met Regi Penxten het nummer You Have a Heart uit. Het nummer kreeg een gouden plaat. Vervolgens bracht ze nog twee nummers uit Where is my Love? en Bad Advice. In juni 2019 bracht Penxten Summer Life uit, die Trappeniers met Jake Reese heeft ingezongen. Deze kreeg een platina plaat. Op 1 november 2019 bracht Trappeniers een eerste ep Confessions uit met zes solonummers, waaronder Bad Boys. Op 13 maart 2020 bracht Penxten een eigen versie uit van het nummer Dichterbij van Gene Thomas, voor het televisieprogramma Liefde voor muziek. Kom wat dichterbij werd opnieuw door Jake Reese en Trappeniers ingezongen. In augustus 2020 won dit nummer de VRT Radio 2 Zomerhit. In 2021 veranderde ze haar artiestennaam in OLIVIA. Ook in 2021 was ze jurylid in Regi Academy, een programma waarin Penxten op zoek gaat naar zangtalent om een single mee op te nemen en uit te brengen.

## Televisie
- The Voice van Vlaanderen (2016) - als deelneemster
- De zomer van (2020) - als zichzelf
- Liefde voor muziek (2020) - als zichzelf
- Regi Academy (2021) - als jurylid
- Code van Coppens (2023) - als zichzelf samen met Metejoor

## Discografie

### Singles
| Single met hitnotering(en) in de Vlaamse Ultratop 50 | Datum van verschijnen | Datum van binnenkomst | Hoogste positie | Aantal weken | Opmerkingen                                                      |
| ---------------------------------------------------- | --------------------- | --------------------- | --------------- | ------------ | ---------------------------------------------------------------- |
| There for You (Acoustic)                             | 2017                  | 14-10-2017            | Tip 3           |              |                                                                  |
| You Have a Heart                                     | 2017                  | 16-12-2017            | 3               | 18           | met Regi Penxten / Goud                                          |
| Half the World Away                                  | 2017                  | 16-12-2017            | Tip             |              |                                                                  |
| Let You Go                                           | 2018                  | 05-05-2018            | 45              | 3            | met BVD Kult                                                     |
| Where Is My Love?                                    | 2018                  | 27-10-2018            | 18              | 18           |                                                                  |
| Bad Advice                                           | 2019                  | 01-06-2019            | Tip 20          |              |                                                                  |
| Summer Life                                          | 14-06-2019            | 22-06-2019            | 5               | 22           | met Jake Reese & Regi Penxten / Platina                          |
| Moi Lolita                                           | 2019                  | 20-07-2019            | Tip             |              | met Palm Trees                                                   |
| Bad Boys                                             | 2019                  | 26-10-2019            | Tip 2           |              |                                                                  |
| Kom wat dichterbij                                   | 13-03-2020            | 20-03-2020            | 1(9wk)          | 31           | met Jake Reese & Regi Penxten / 3 × platina nr. 1 Vlaamse top 50 |
| Zo ver weg                                           | 13-04-2020            | 25-04-2020            | 26              | 10           | met Jake Reese & Regi Penxten nr. 3 Vlaamse top 50               |
| They Don't Know                                      | 2020                  | 16-05-2019            | Tip 4           |              | met Regi Penxten                                                 |
| Can't Break a Broken Heart                           | 2021                  | 12-03-2021            | 17              | 12           |                                                                  |
| La Di Da                                             | 2021                  | 25-06-2021            | 18              | 13           |                                                                  |
| Unforgettable Nights                                 | 2021                  | 07-11-2021            | 30              | 14           |                                                                  |
| Don't Need It                                        | 2022                  | 26-02-2022            | 36              | 6            |                                                                  |
| Elektriciteit                                        | 2022                  | 19-06-2022            | 21              | 15*          | met Paul Sinha nr. 5 Vlaamse top 50                              |

## Filmografie
| Films als stem acteur | Films als stem acteur                              | Films als stem acteur |
| Jaar                  | Productie                                          | Rol                   |
| --------------------- | -------------------------------------------------- | --------------------- |
| 2022                  | 2 kleine kleutertjes: Een dag om nooit te vergeten | Mama                  |